# Christian Pander (embriolog)
Christian Heinrich Pander (ur. 12 lipca 1794 w Rydze, zm. 22 września 1865 w Saint Petersburgu) – rosyjski embriolog, paleontolog i anatom pochodzenia niemieckiego. 

## Życiorys
Studiował na Uniwersytecie w Würzburgu. Odkrył wytwarzanie się listków zarodkowych w rozwoju ptaków. Pracował w Petersburskiej Akademii Nauk.
Jako pierwszy paleontolog opisał konodonty, grupę wymarłych organizmów morskich, a także izolowane szczęki wieloszczetów, nazwane później skolekodontami. Zajmował się również badaniem trylobitów, gromady wymarłych morskich stawonogów.